# Lepidobotryaceae
Lepidobotryaceae es el nombre de una familia de plantas de flores que está  incluida en el orden Celastrales en el sistema APG II. Consta de 2 géneros, nativos de las regiones tropicales de África. 
Son arbustos con hojas alternas, pecioladas, pinnadas. Las flores se  agrupan en inflorescencias o en racimos. Los frutos son cápsulas grandes no carnosas.

## Géneros
- Lepidobotrys
- Ruptiliocarpon